# Jay Nordlinger
Jay Nordlinger (n. 21 de noviembre de 1963) es un periodista estadounidense. Es un editor senior de la revista conservadora National Review fundada por William F. Buckley Jr. en 1955. También escribe una columna para la página web de la revista en línea de la National Review, llamada "Impromptus". Nordlinger habla sobre una amplia variedad de temas, incluyendo derechos humanos, también ha escrito mucho sobre China y Cuba. 
En el último mes y medio de la campaña presidencial del año 2000, Nordlinger dejó temporalmente la National Review para escribir discursos a George W. Bush.
Nordlinger es también crítico musical, ha escrito sobre música clásica para The New Criterion y CityArts además de para National Review. Desde 2003 ha organizado clases y entrevistas en el Festival de Salzburgo.
En el año 2007, National Review Books publicó Here, There & Everywhere: Collected Writings of Jay Nordlinger.  En 2012, Encounter Books publicó el libro de Nordlinger titulado Peace, They Say: A History of the Nobel Peace Prize, the Most Famous and Controversial Prize of the World.
Nordlinger vive en Nueva York, pero nació en Ann Arbor, Míchigan, y suele referirse a su, políticamente de izquierdas, ciudad natal en su columna.

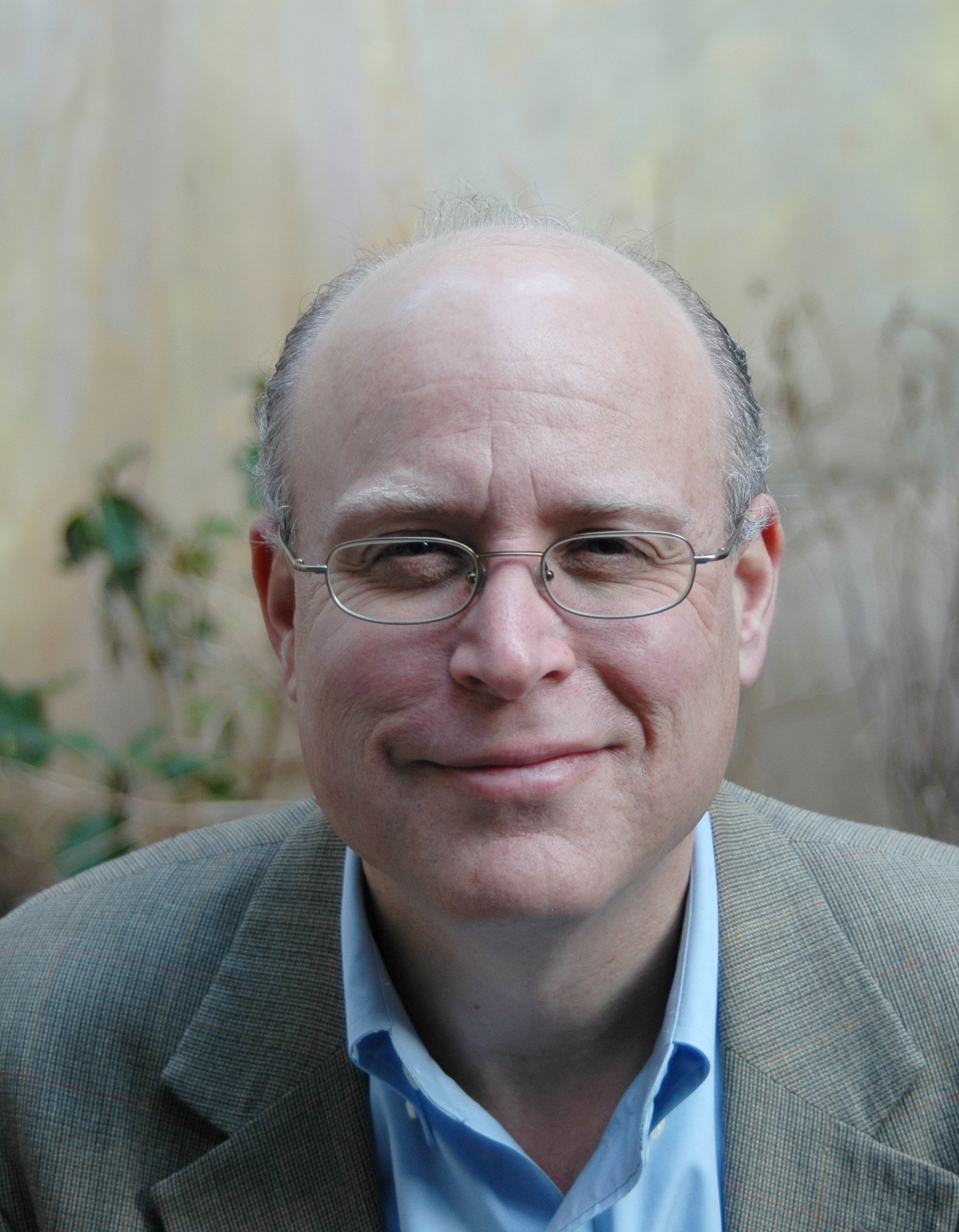
Jay Nordlinge

## Premios
En 2001, Nordlinger recibió el premio Eric Breindel a la Excelencia en el Periodismo de Opinión. Este premio anual es dado por News Corporation en honor de su antiguo editor la de lágina editorial. Este premio está pensado para aquel periodista que demuestre "amor por su país y sus instituciones democráticas" y "da el testimonio de los males del totalitarismo".
También en 2001, Nordlinger ganó el premio anual de la Chan Foundation for Journalism and Culture. El premio, así como la propia fundación, se establecieron en honor a Zhu Xi Chan, el periódico de Hong Kong cuyas páginas contaban noticias sobre la China deMao Tse Dong. Este premio está pensado para aquel periodista que "usa su talento para trabajar por la libertad y la democracia en China.